# Liste von Söhnen und Töchtern der Stadt Lexington (Kentucky)
Dies ist eine Liste bekannter Persönlichkeiten, die in der US-amerikanischen Stadt Lexington (Kentucky) geboren wurden. Die Liste erhebt keinen Anspruch auf Vollständigkeit.

## 18. Jahrhundert

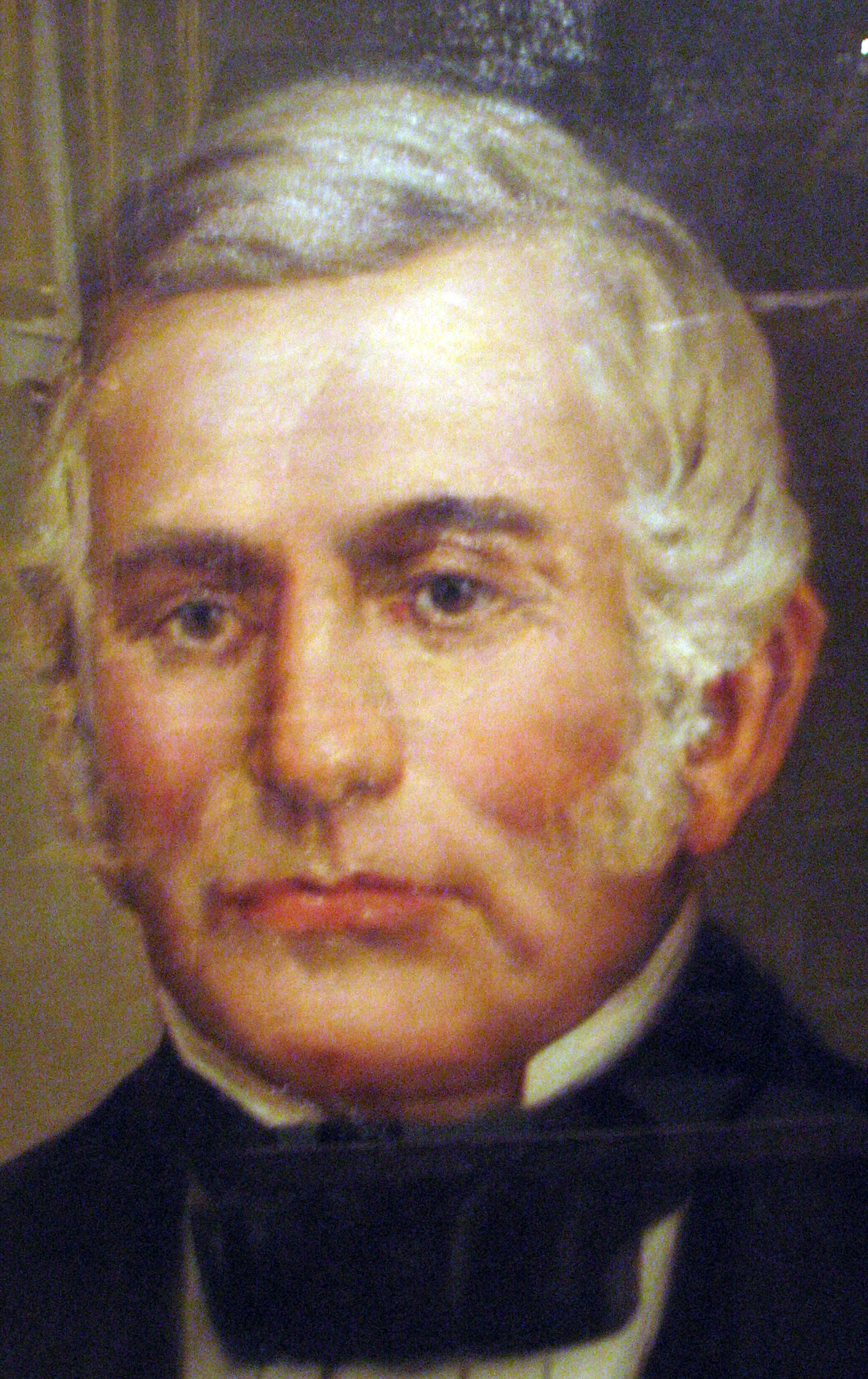
Lilburn Boggs
(1796–1860)

- Joseph H. Hawkins († 1823), Politiker
- Benjamin Howard (1760–1814), Politiker
- Thomas Buck Reed (1787–1829), Politiker
- Lilburn Boggs (1796–1860), Politiker
- Richard M. Young (1798–1861), Jurist und Politiker
- Mark Whitaker Izard (1799–1866), Politiker

## 19. Jahrhundert

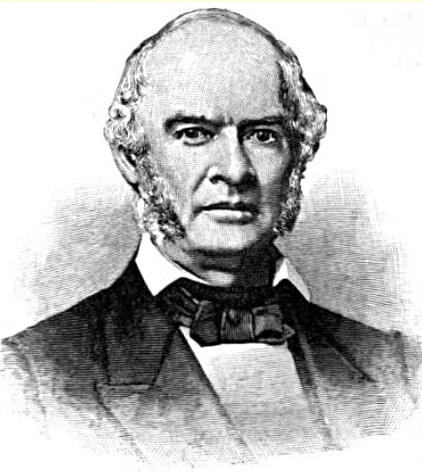
George W. Dunlap
(1813–1880)

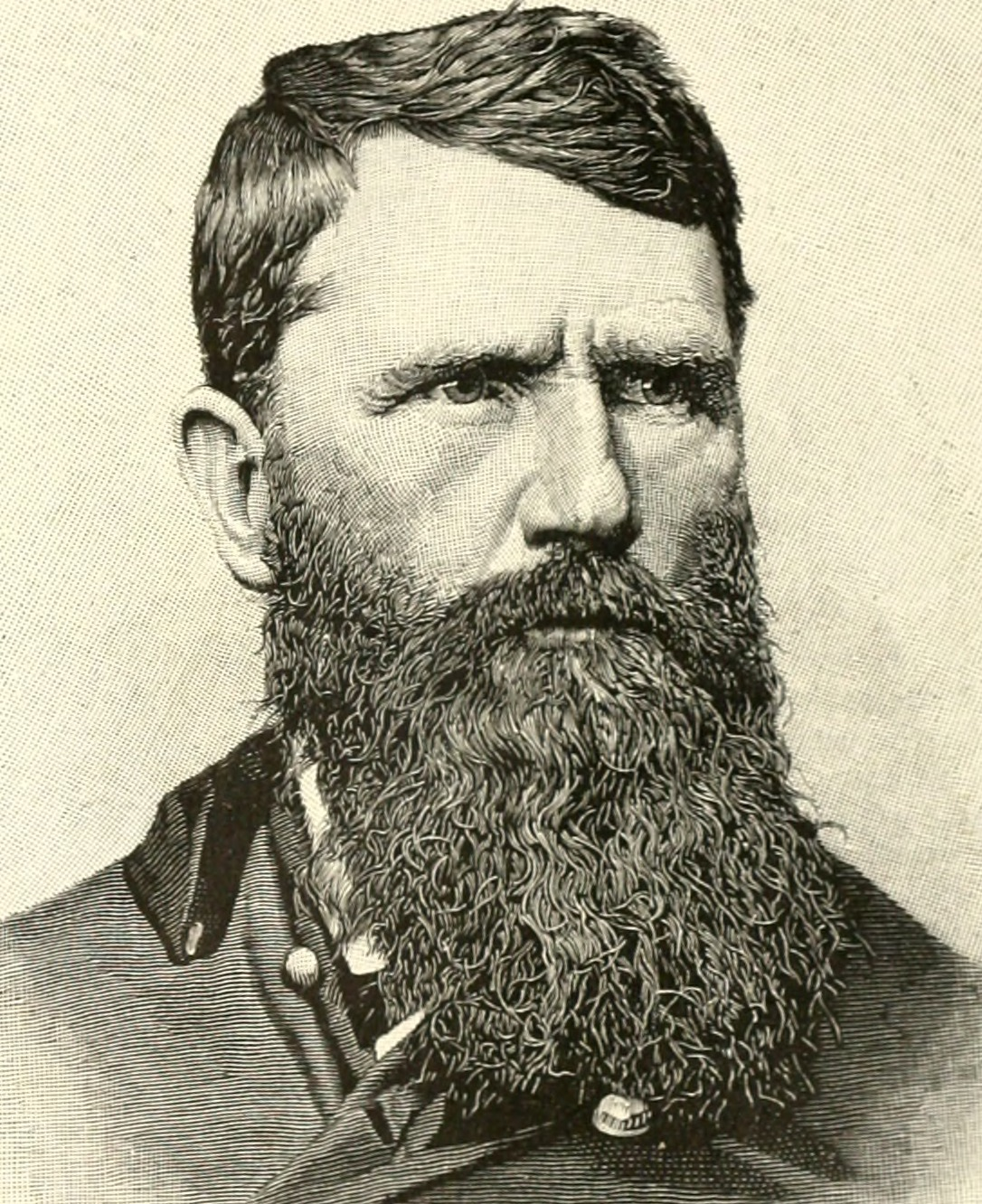
Francis Preston Blair junior
(1821–1875)

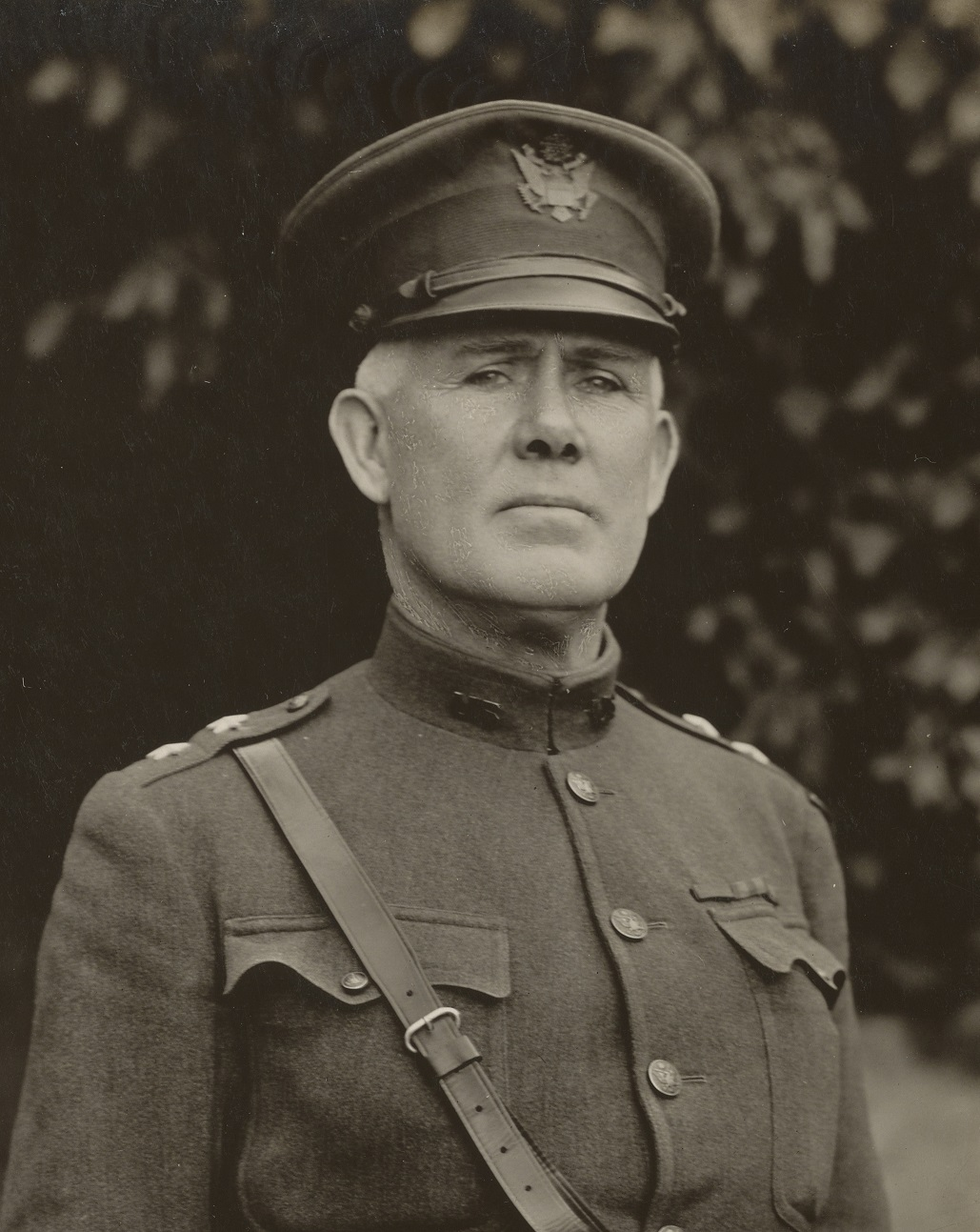
George B. Duncan
(1861–1950)

- John W. Tibbatts (1802–1852), Politiker
- John T. Stuart (1807–1885), Politiker
- Levi Boone (1808–1882), Politiker
- William Alexander Richardson (1811–1875), Politiker
- George W. Dunlap (1813–1880), Politiker
- John Blair Smith Todd (1814–1872), Politiker
- William Wells Brown (1814–1884), Abolitionist und Autor
- Mary Lincoln (1818–1882), Ehefrau von US-Präsident Abraham Lincoln
- John C. Breckinridge (1821–1875), General und 14. Vizepräsident der Vereinigten Staaten von Amerika
- Francis Preston Blair junior (1821–1875), Politiker und Generalmajor der Unionsarmee im Sezessionskrieg
- Jehu Baker (1822–1903), Politiker
- James Morrison Hawes (1824–1889), General der Konföderierten im Amerikanischen Bürgerkrieg[1]
- Carter Harrison, Sr. (1825–1893), Politiker
- B. Gratz Brown (1826–1885), Politiker
- Thomas Satterwhite Noble (1835–1907), Maler[2]
- Sarah Morgan Bryan Piatt (1836–1919), Dichterin[3]
- Charles Chilton Moore (1837–1906), Bürgerrechtler und Herausgeber
- Charles H. Parrish Sr. (1841–1931), afroamerikanischer Bürgerrechtler, Theologe und Präsident der Simmons-Universität
- Clifton R. Breckinridge (1846–1932), Politiker
- James Lane Allen (1849–1925), Schriftsteller[4]
- Benjamin Breckinridge Warfield (1851–1921), evangelikaler Theologe
- Lucien Young (1852–1912), Admiral[5]
- George B. Duncan (1861–1950), Generalmajor[6]
- Mrs. Leslie Carter (1862–1937), Schauspielerin[7][8]
- William Withers (1864–1933), Golfspieler[9]
- Sophonisba Breckinridge (1866–1948), Sozialwissenschaftlerin
- Allan Lard (1866–1946), Golfspieler[10]
- Thomas Hunt Morgan (1866–1945), Zoologe und Genetiker sowie Nobelpreisträger
- Robert W. Woolley (1871–1958), Politiker[11]
- Preston Brown (1872–1948), General[12]
- James Graves Scrugham (1880–1945), Politiker
- Spencer Bell (1887–1935), Schauspieler[13]
- Luther Porter Jackson (1892–1950), Historiker und Bürgerrechtler

## 20. Jahrhundert

### 1901–1950

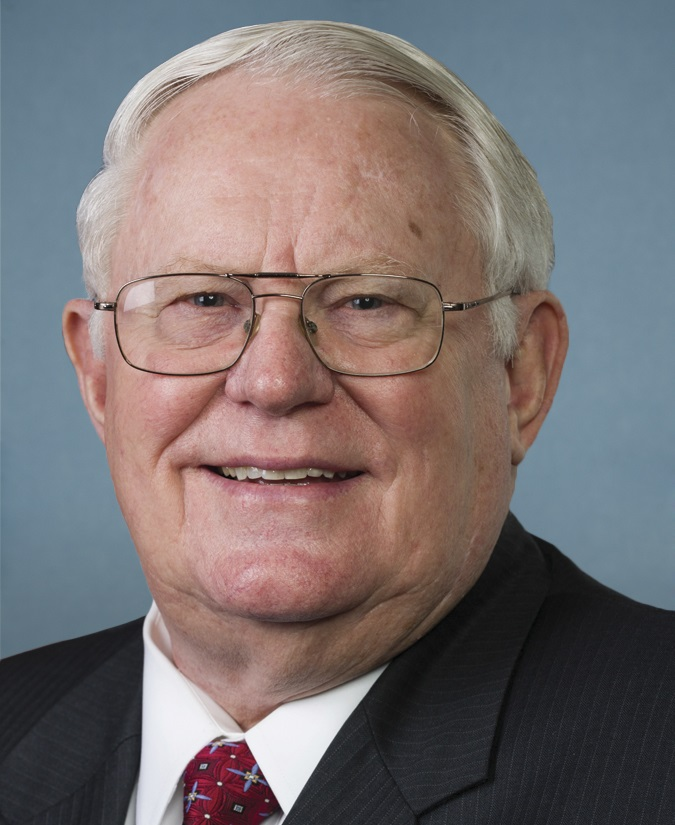
Joseph R. Pitts
(* 1939)

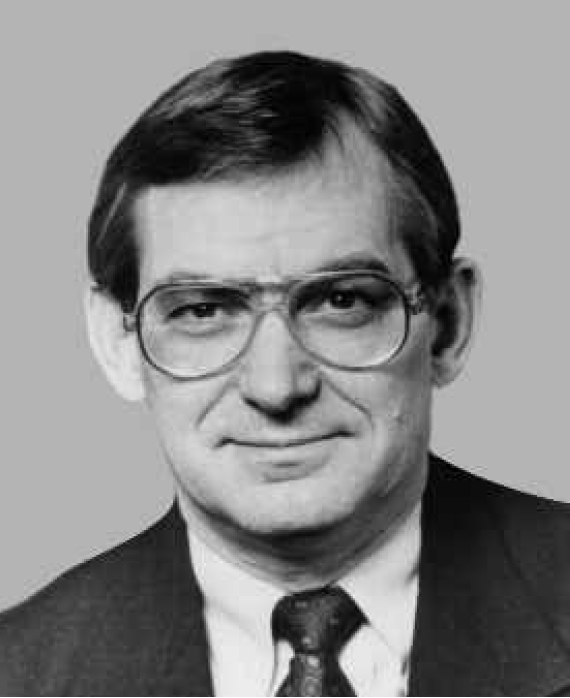
Scotty Baesler
(* 1941)

- Edgar Hayes (1904–1979), Jazzpianist
- Bill Johnson (1905–1955), Musiker
- Dan Burley (1907–1962), Jazzpianist
- Joyce Compton (1907–1997), Schauspielerin
- Edmund Asbury Gullion (1913–1998), Diplomat
- Lloyd Smith (1914–1999), Jazzmusiker
- Elizabeth Hardwick (1916–2007), Literaturkritikerin und Schriftstellerin
- Frank Van Deren Coke (1921–2004), Fotograf
- John R. Thurman (1924–2004), Generalleutnant der United States Army
- William Ray (1925–2019), Opernsänger und Schauspieler
- Robert K. Massie (1929–2019), Historiker
- Edward Faulkner (* 1932), Film- und Fernsehschauspieler
- John Y. Brown junior (1933–2022), Politiker, Gouverneur von Kentucky
- Davey Moore (1933–1963), Boxer
- Seabiscuit (1933–1947), Rennpferd
- Gil Rogers (1934–2021), Schauspieler
- Les McCann (1935–2023), Jazz-Pianist, Sänger und Komponist
- Doris Y. Wilkinson (1936–2024), Soziologin
- J. D. Crowe (1937–2021), Bluegrass-Musiker
- Joseph R. Pitts (* 1939), Politiker
- Scotty Baesler (* 1941), Politiker
- Jane Gentry Vance (1941–2014), Dichterin und Professorin
- John Raymond Henry (1943–2022), Bildhauer und Hochschullehrer
- Jonathan A. Campbell (* 1947), Herpetologe
- Gene Robinson (* 1947), anglikanischer Bischof der Episcopal Church in den USA in New Hampshire
- Brett De Palma (* 1949), Maler
- Richard Hell (* 1949), Musiker und Schriftsteller
- Jim Varney (1949–2000), Schauspieler
- Beth Anderson (* 1950), Komponistin

### 1951–2000

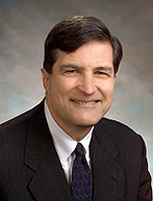
Jeffrey M. Lacker
(* 1955)

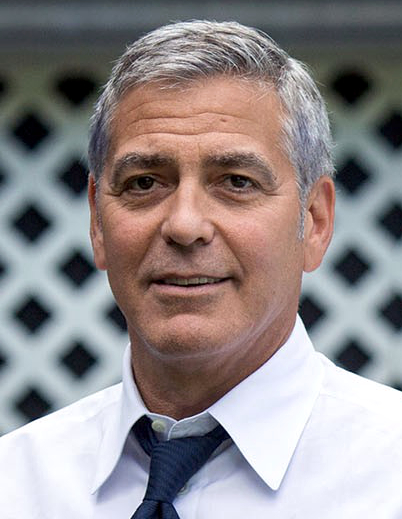
George Clooney
(* 1961)

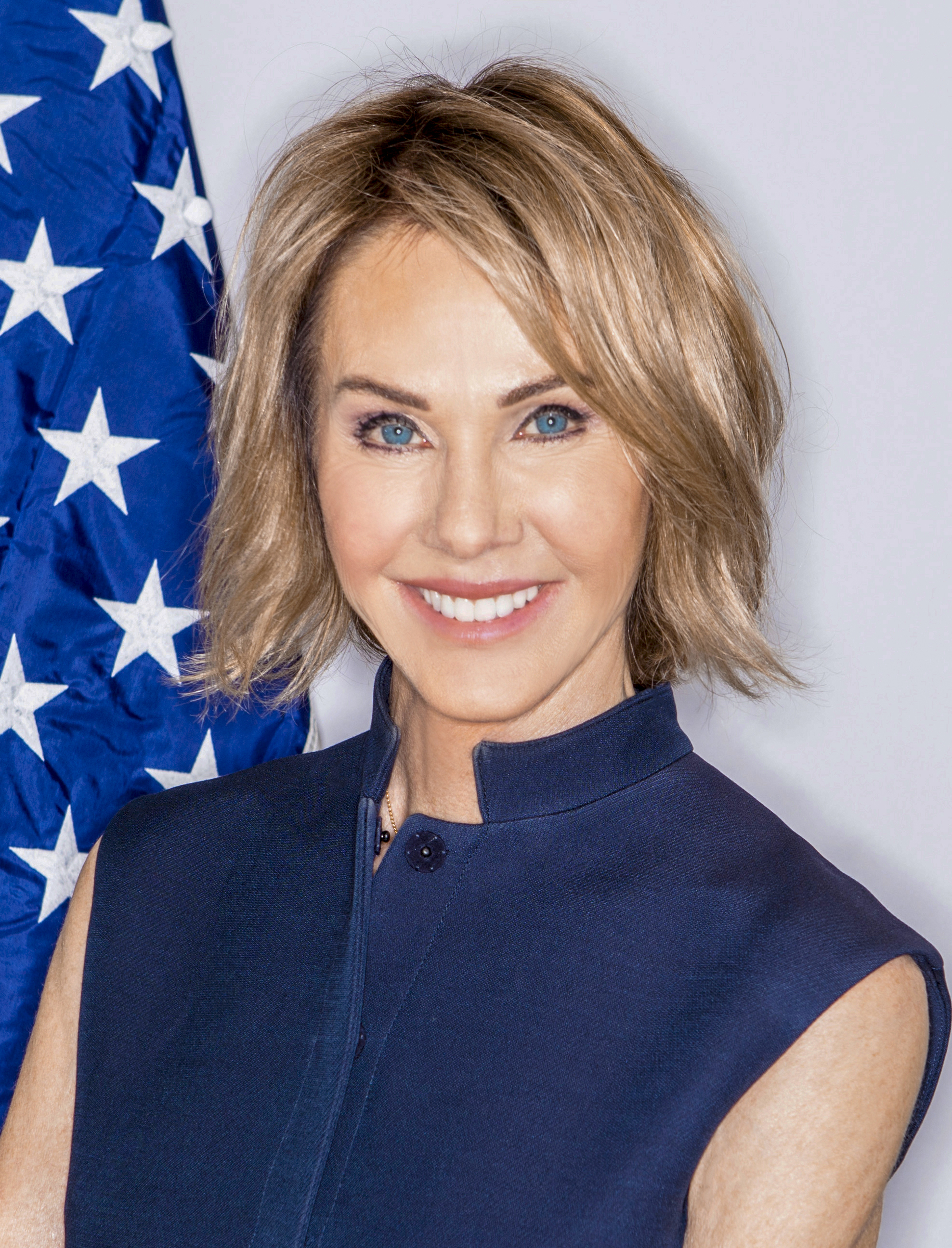
Kelly Craft
(* 1962)

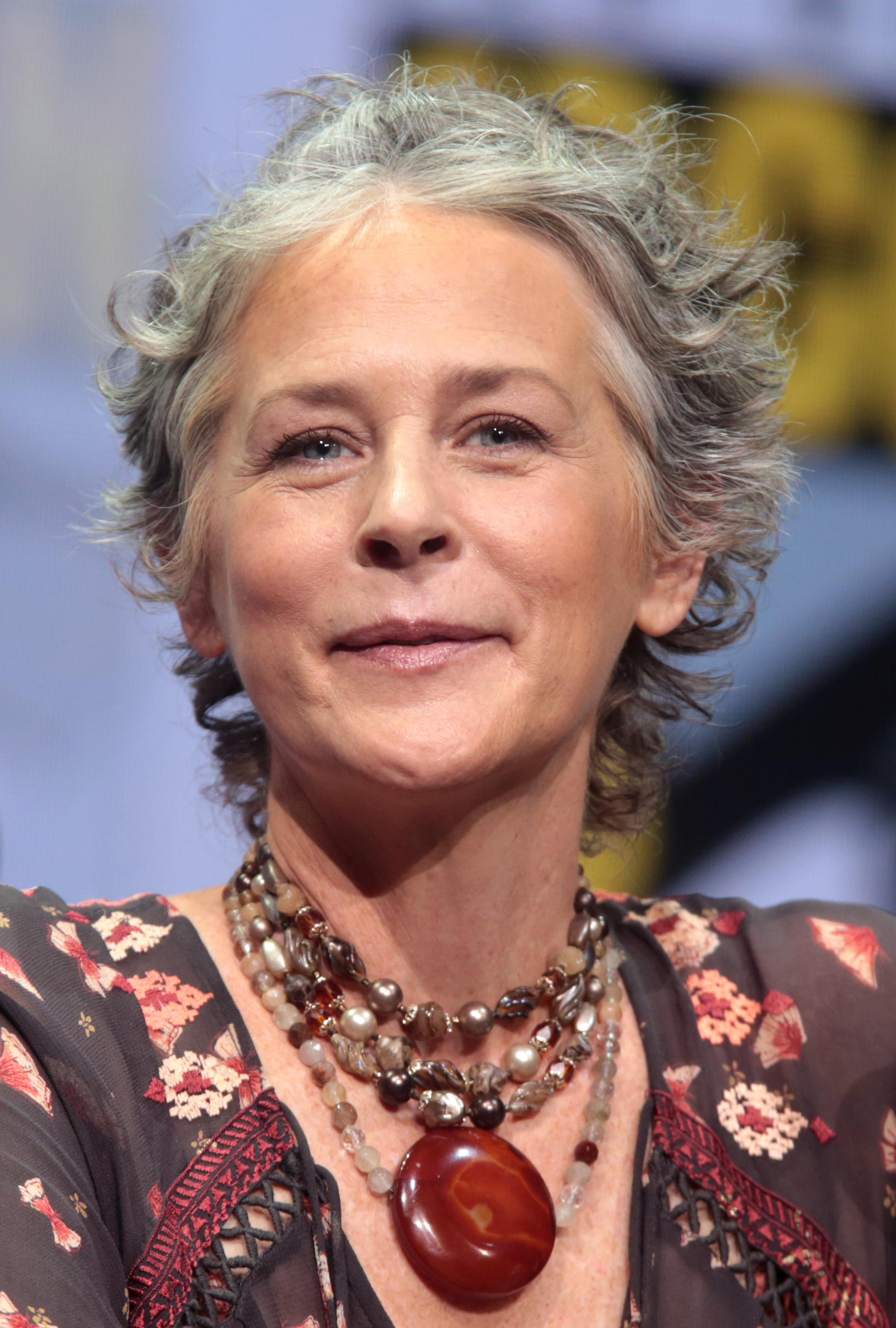
Melissa McBride
(* 1965)

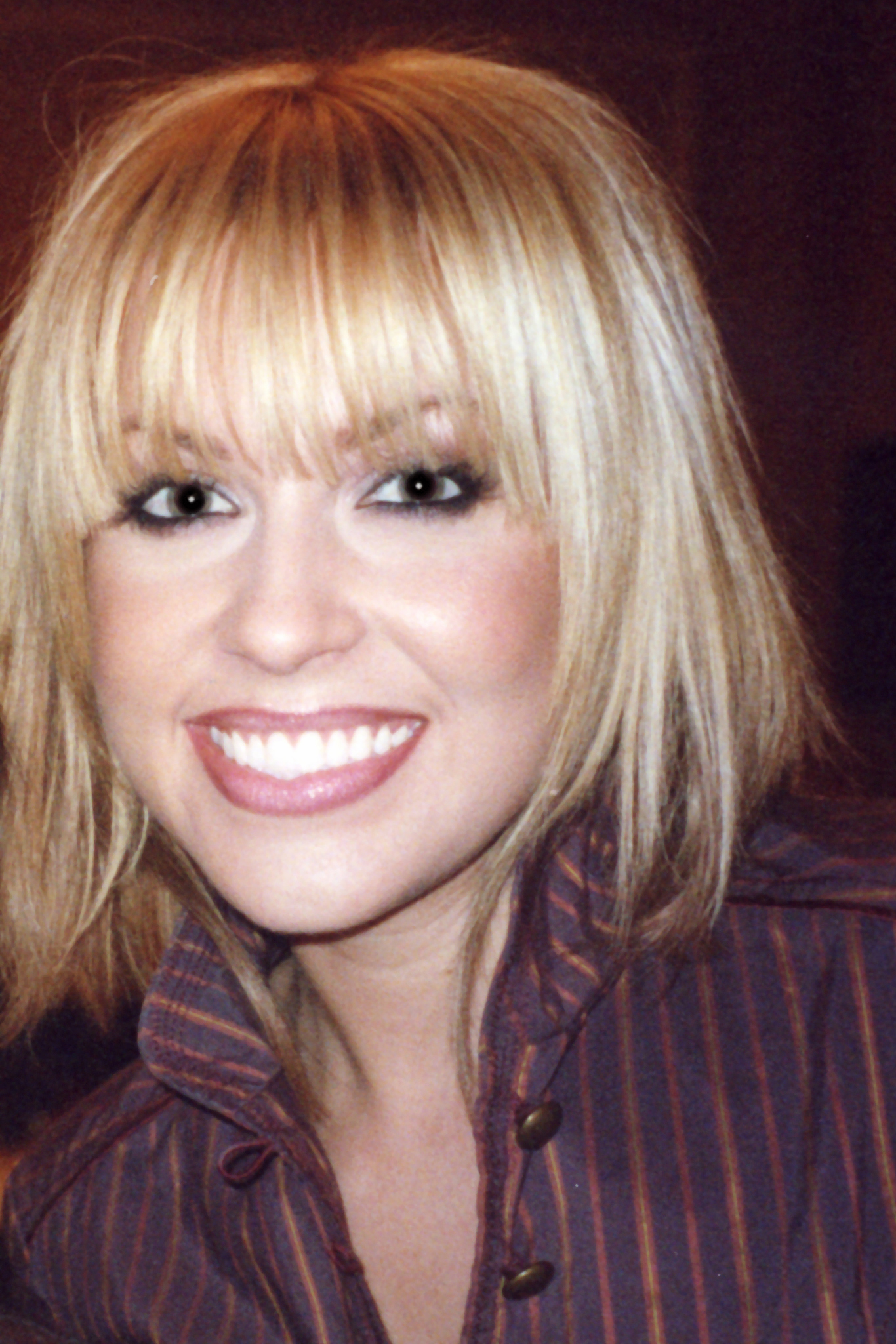
Farah Fath
(* 1984)

- Dave King (* 1953), Jazz- und Rock-Bassgitarrist
- Jeffrey M. Lacker (* 1955), Wirtschaftswissenschaftler und Zentralbanker
- Jack Givens (* 1956), Basketballspieler[14]
- Jack Womack (* 1956), Autor
- Frank Minnifield (* 1960), Footballspieler
- Mel Turpin (1960–2010), Basketballspieler[15]
- George Clooney (* 1961), Schauspieler, Drehbuchautor, Produzent und Regisseur
- Kelly Craft (* 1962), Diplomatin
- Tamara McKinney (* 1962), Skirennläuferin
- Dermontti Dawson (* 1965), Footballspieler
- Melissa McBride (* 1965), Schauspielerin
- Adolpho Washington (* 1967), Boxer
- Josh Hopkins (* 1970), Schauspieler
- Kevin Richardson (* 1971), Sänger und Mitglied der Boygroup Backstreet Boys
- Andy Barr (* 1973), Politiker
- David Akers (* 1974), Footballspieler
- Zach Brock (* 1974), Jazz-Violinist
- Michael Shannon (* 1974), Schauspieler
- Brian Littrell (* 1975), Sänger und Mitglied der Boygroup Backstreet Boys
- Tony Moore (* 1978), Comiczeichner
- Chris Stapleton (* 1978), Countrysänger
- Austin Kearns (* 1980), Baseballspieler[16]
- Laura Bell Bundy (* 1981), Schauspielerin und Sängerin
- Tyson Gay (* 1982), Leichtathlet
- Terren Harbut (* 1983), Basketballspieler
- Farah Fath (* 1984), Schauspielerin[17]
- Tyler Clippard (* 1985), Baseballspieler[18][19]
- Collin Cowgill (* 1986), Baseballspieler[20][21]
- Angelina Valentine (* 1986), Pornodarstellerin
- Trace Lysette (* 1987), transsexuelle Schauspielerin
- Elaine Breeden (* 1988), Schwimmerin[22]
- Camila Dávalos (* 1988), kolumbianisches Fotomodel
- Mariana Dávalos (* 1988), kolumbianisches Fotomodel
- Natalie Novosel (* 1989), Basketballspielerin[23]
- Rex Burkhead (* 1990), American-Football-Spieler
- Shelvin Mack (* 1990), Basketballspieler
- Trevor Gott (* 1992), Baseballspieler[24]
- Arin Wright (* 1992), Fußballspielerin
- Aaron Chancellor Miller (* 1993), Schauspieler
- Tinashe (* 1993), Schauspielerin, Sängerin und Tänzerin
- Grace Victoria Cox (* 1995), Filmschauspielerin
- Lindsay Flory (* 1996), Volleyballspielerin